# Папин дракон (мультфильм)
«Папин дракон» (англ. My Father’s Dragon) — полнометражный анимационный фильм 2022 года, созданный режиссёром Норой Туми по мотивам книги 1948 года «Папин дракон» писательницы Рут Стайлс Ганнетт.
Мировая премьера фильма состоялась 8 октября 2022 года на 66-м Лондонском кинофестивале, в США фильм был показан на фестивале Animation Is Film 22 октября. После выхода в ограниченный прокат он был выпущен на Netflix 11 ноября 2022 года. Фильм получил положительные отзывы.

## Сюжет
Мальчик Элмер живёт с мамой по имени Дэла в небольшом городке. У них свой магазин, однако наступает экономический кризис, жители разъезжаются, и Дэле с Элмером приходится тоже уехать в большой город Вечномрак (англ. Nevergreen) с небоскрёбами и постоянным дождём. Они мечтают снова открыть магазин, но Дэле не удаётся найти работу и накопить денег. Однажды в квартиру, которую мать и сын снимают на верхнем этаже, пробирается уличная кошка. Дэла требует, чтобы Элмер прогнал её, потому что старуха-хозяйка запрещает держать домашних животных. Расстроенный Элмер убегает из дома вслед за кошкой, и в порту на берегу моря с удивлением узнаёт, что кошка умеет говорить. Узнав о проблемах с деньгами, она предлагает Элмеру привезти в город дракона, которого надо спасти с Дикого острова, где звери держат его в плену. На китёнке по кличке Сода Элмер отправляется на остров. Дракона держат на привязи на самой вершине острова, чтобы он время от времени взлетал и вытаскивал из океана начинающий тонуть остров. Роль лидера на острове играет горилла Сэйва. Элмер незаметно распиливает ножницами верёвки и освобождает дракона, однако тот повреждает крыло, и они с Элмером остаются бродить по джунглям.
Молодой дракон по имени Борис оказывается дружелюбным, но глуповатым, к тому же он боится огня и воды. По его словам, старая черепаха Аратуа должна знать, каким образом драконы его рода на протяжении веков спасали остров от погружения в океан: по легенде, дракон делает это на протяжении ста лет, становясь огнедышащим «супердраконом» (англ. After Dragon). Убегая от преследования и одновременно пытаясь найти Аратуа, Элмер и Борис знакомятся с обитателями острова, в том числе крокодилом Корнелиуса и его детьми, тиграми Сашей и Джорджем и их тигрятами, а также мамой-носорогом Айрис с детёнышем. Однако найдя пещеру Аратуа, они видят лишь панцирь и скелет: черепаха давно умерла. В это время остров продолжает тонуть, под угрозой жизнь всех его обитателей.
Сэйва с другими обезьянами настигает беглецов. Он признаётся, что знал о смерти Аратуа, но пленение дракона было единственным способом сохранить остров на плаву. Борис и Элмер пытаются вытянуть остров, но терпят неудачу. Верхняя часть острова раскалывается, и внутри сверкают молнии, которые пугают Бориса. Внезапно он понимает, что ему нужно делать, и собирается прыгнуть вниз. Элмер отговаривает его, и Борис просит оставить его в покое, однако через некоторое время мальчик возвращается, чтобы приободрить друга. Борис преодолевает страх и влетает внутрь разлома, становясь супердраконом. Остров поднимается: Борис выполнил своё предназначение, и теперь на протяжении ста лет с островом всё будет хорошо, пока на смену Борису не придёт следующий дракон. Элмер договаривается с Сэйвой, что к новому дракону нужно относиться иначе, чем это было с Борисом.
Борис приносит Элмера в Вечномрак. Они прощаются, и Борис улетает в Синюю Землю (англ. Blueland), страну драконов, но говорит Элмеру, что когда тот посвистит специальным свистом, он прилетит снова. Элмер возвращается к маме. Позже показано, что Дэла примиряется со старухой-хозяйкой, а Элмер заводит дружбу с группой детей, выступающих для публики на улице, и они придумывают представление по мотивам путешествия Элмера.

## Роли озвучивали
- Джейкоб Трамбле — Элмер
- Гольшифте Фарахани — мама Элмера
- Гейтен Матараццо — дракон Борис
- Мэри Кей Плейс — рассказчица
- Вупи Голдберг — кошка
- Рита Морено — миссис Макрален, квартирная хозяйка
- Яра Шахиди — Кэлли, уличный музыкант
- Иэн МакШейн — горилла Сэйва
- Крис О’Дауд — макака Кван
- Джеки Эрл Хейли — долгопят Тамир
- Дайан Уист — носорог Айрис
- Джуди Грир — китёнок Сода
- Алан Камминг — крокодил Корнелиус
- Лейтон Мистер — тигрица Саша
- Спенс Мур — тигр Джордж
- Адам Броди — Боб
- Шарлин И — Магда

## Отзывы
Реакция на фильм была положительной: так, на Rotten Tomatoes он получил 87 % одобрения, со средней оценкой 7.2/10, на Metacritic рейтинг составил 74 из 100.
По мнению Максима Клейна (Film.ru), «Папин дракон» представляет собой «не только удачный мультфильм, сумевший осовременить классическое произведение, но и полноценное высказывание о взаимопомощи в трудные времена». В центре фильма находится «сюжет о взрослении не только Элмера, но и существа, которому предстоит преодолеть страх неполноценности». В итоге создатели «вырисовывают антиутопию, в которой судьба населения зависит от юного существа».